# Euphorbia parciflora
Euphorbia parciflora är en törelväxtart som beskrevs av Ignatz Urban. Euphorbia parciflora ingår i släktet törlar, och familjen törelväxter.
Artens utbredningsområde är Haiti. Inga underarter finns listade i Catalogue of Life.